# Byggnadsuppvärmning

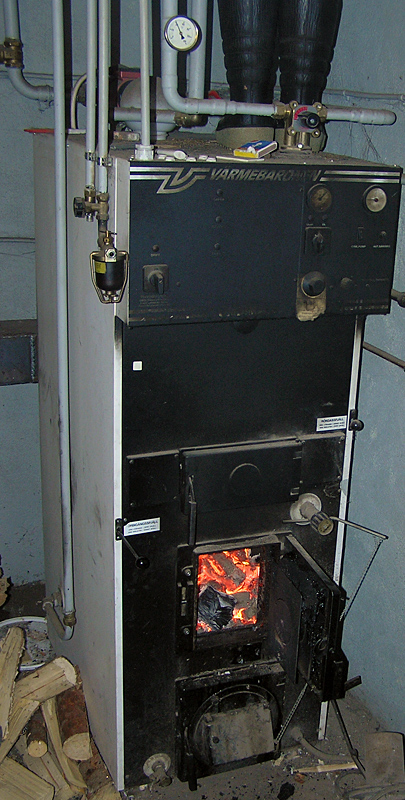
En värmepanna

Byggnadsuppvärmning, lokaluppvärmning eller bara uppvärmning syftar till att hålla inomhusluftens temperatur tillräckligt hög. När omgivningens temperatur är lägre än temperaturen inomhus sker en värmetransport från huset till omgivningen. Denna värmetransport brukar oftast kallas för värmeförlust. Om man inte tillför mer värmeenergi till huset kommer slutligen temperaturen inomhus att bli samma som omgivningens temperatur. Uppvärmningen motverkar detta genom att ständigt tillföra ny värmeenergi som ersätter den "förlorade" värmeenergin.
Uppvärmningen kan ske på flera olika sätt eller med en kombination av dessa:
- via golvvärme eller rumsvärmare, som radiatorer eller konvektorer, som matas med uppvärmt vatten via ledningar från en värmekälla, till exempel värmepanna, värmepump eller fjärrvärme
- via luftvärmare där luften värms direkt av en värmekälla
- via värmestrålning från solen (drivhus) eller andra strålande objekt
- värme från internlast som genereras av maskiner och människor som befinner sig i lokalen